# 29348 Крісвік
29348 Крісвік (29348 Criswick) — астероїд головного поясу, відкритий 28 березня 1995 року.
Тіссеранів параметр щодо Юпітера — 3,394.